# ミクーリン AM-37
ミクーリン AM-37（ロシア語: Микулин АМ-37）とは、第二次世界大戦前にソビエト連邦で開発された航空機用レシプロエンジンである。AM-35の改良型に当たるが、信頼性に問題を抱えていたため少数生産に留まった。

## 開発
1939年12月、ミクーリンの工場は、AM-35に過給機とインタークーラーを追加した新型エンジンの設計に着手した。1940年に10機程度の試作機を完成させ、1941年1月よりベンチテストを始めた。同年4月に政府による受納試験に合格して量産の承認を受けた。
新しいエンジンAM-37と命名され、様々な航空機に載せてテストが行われたものの、機械的信頼性が低く、オーバーヒートを起こす傾向が示された。生産はモスクワの第24工場で行われたが、独ソ戦の勃発のため同工場は10月に疎開を余儀なくされ、それまでに29基のAM-37しか完成しなかった。ミクーリン設計局がAM-37の問題を解決できなかったこともあり、疎開後にAM-37の生産が再開されることはなかった。

## 派生型
AM-37A
1940年2月にテストを予定していた型。エンジンが実際に完成し、テストが行われたのかは明らかではない。出力1,600 hp (1,200 kW)、質量850kg。
AM-37TK
ターボチャージャーを装備した型で計画のみ。TKは toorbokompressor（ターボチャージャー）を意味する。
AM-37P
V型の気筒の配列間に機関砲を備え、中空の減速シャフトを通して発砲できるようにしたモデル。1940年に計画されていた。Pは Pushechnyy（砲の～）を意味する。
AM-37UV
Gu-1 戦闘機で使用するために設計されたモデルで、延長されたシャフトと遠隔動力装置を備えている。Gu-1では、操縦席の後方に配置されたエンジンで機首のプロペラを駆動する方式を予定していたため、このようなモデルが用意された。1940年に開発要請があり、1941年に設計作業を開始したものの、完成に至らなかった。UVは udlinyonniy val（延長シャフト）を意味する。

## 諸元（AM-37）
出典： Kotelnikov, Russian Piston Aero Engines'
諸元
- タイプ： 液冷V型12気筒
- シリンダー直径： 160mm
- ストローク： 190mm
- 体積： 45.84L
- 重量： 885kg

機構
- スーパーチャージャー： 遠心式過給機（1段1速）
- 冷却システム： 液冷

性能
- 出力： 1,500 hp (1,119 kW)
- 圧縮比： 7.0 : 1

### 文献
- Kotelnikov, Vladimir (2005). Russian Piston Aero Engines. Ramsbury, Marlborough: Crowood Press. ISBN 1-86126-702-9